# Кам'яниця (річка)

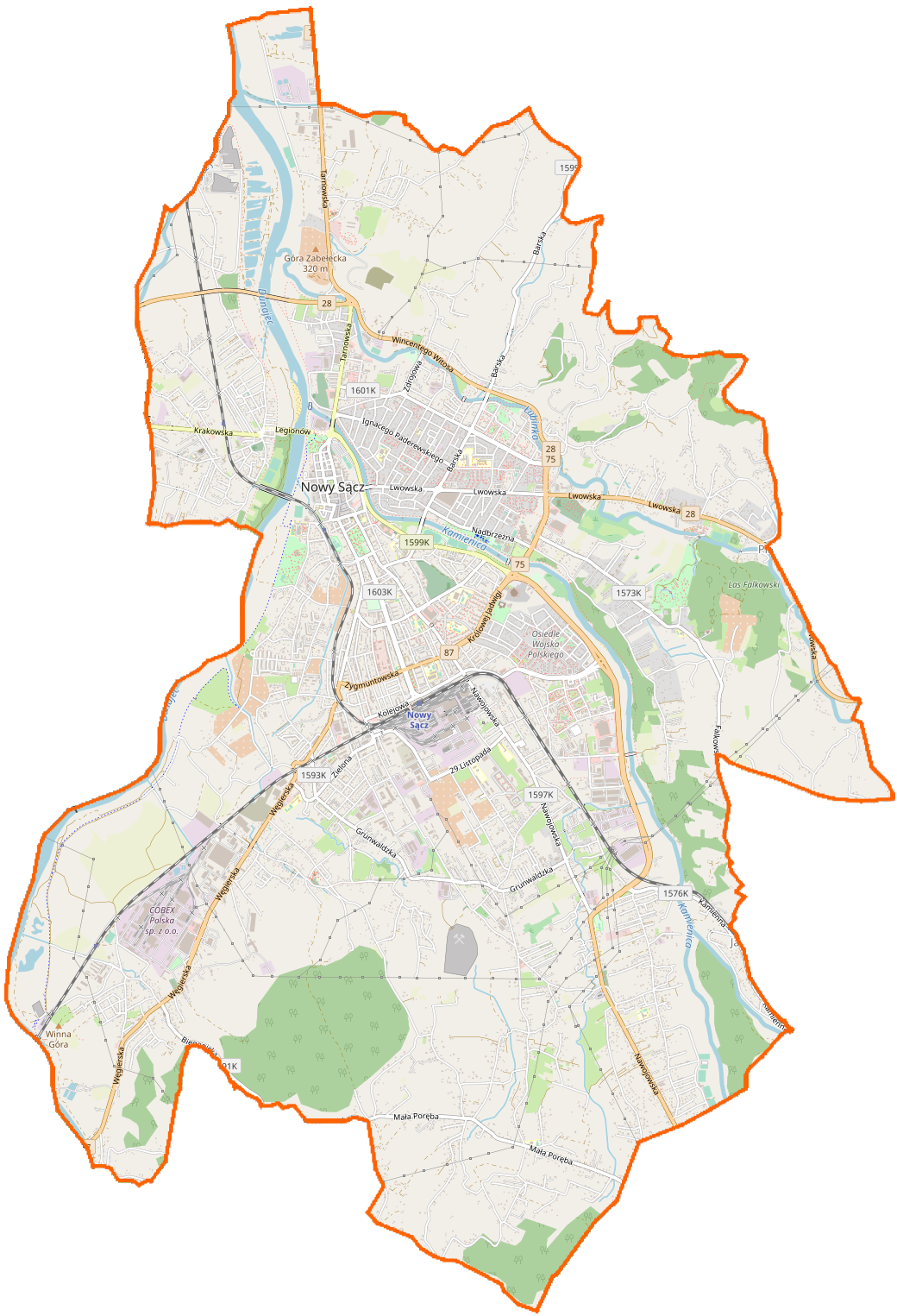
Гирло Кам'яниці до Дунайця у Новому Сончу

Кам'яниця (пол. Kamienica (prawy dopływ Dunajca)) — гірська річка в Польщі, у Новосондецькому повіті Малопольського воєводства. Права притока Дунайця, (басейн Балтійського моря).

## Опис
Довжина річки 33,08 км, найкоротша відстань між витоком і гирлом — 26,20 км, коефіцієнт звивистості річки — 1,27 . Формується притоками, багатьма безіменними струмками та частково каналізована. На річці створено 23 одиниці кам'яних дамб.

## Розташування
Бере початок на північній стороні від гірського хребта Яворини Криницької (1114 м) на висоті приблизно 780 м над рівнем моря у селі Розтока Велика. Спочатку тече на північний схід, далі на північний захід через Нову Весь і у курортному місті Новий Сонч впадає у річку Дунаєць, праву притоку Вісли. 
Населені пункти вздовж берегової смуги: Лосє, Котів, Лабовець, Лабовеа, Складисте, Матієва, Чачів, Фрицова, Навойова, Попардова, Ямниця.

## Притоки
- Лесенський Потік, Ухринський Потік, Фелечин, Скадзіщенський Потік (ліві); Вишнич, Котів Потік, Каміонка (праві).[1]

## Історія
- У XIX столітті на річці працювало 12 водяних млинів, 8 лісопилок та 1 кузня у Новойовій. У річці зустрічається риба: борідка, ялець та свинка.  У серпні 1880 року зусиллями рибного товариства запустили у річку 4900 малька канадського лосося.[2]